# John Stanton
John Stanton (Brisbane, Queensland, 28 de octubre de 1944) es un actor australiano.

## Filmografía
- 1966: The Sensualist
- 1967: Bellbird (serie de televisión): Leo Hill (1972)
- 1973: Certain Women (serie de televisión): Father Michael
- 1974: The Box (serie de televisión): Nick Manning
- 1975: The Great McCarthy: Player
- 1975: Tully (TV)
- 1978: The Geeks (TV): Vinnie
- 1978: Catspaw (serie de televisión): Corrigan
- 1978: Against the Wind (feuilleton TV)
- 1981: Run Rebecca, Run!: Bob Porter
- 1982: Kitty and the Bagman: Bagman
- 1983: The Dismissal: Malcolm Fraser
- 1983: Dusty: Railey Jordan
- 1983: Phar Lap: Eric Connolly
- 1984: The Naked Country: Lance Dillon
- 1986: Great Expectations, the Untold Story (TV): Abel Magwitch
- 1986: Taï-Pan: Tyler Brock
- 1987: Rent-a-Cop: Alexander
- 1988: Strike of the Panther: William Anderson
- 1988: Day of the Panther: William Anderson
- 1989: Naked Under Capricorn (TV): Edrington
- 1993: Snowy River: The McGregor Saga (serie de televisión): Oliver Blackwood (1993)
- 1994: Halifax f.p: Lies of the Mind (TV): Malcolm Priest
- 1995: Vacant Possession: Frank
- 1997: Reprisal (TV): McTaggart
- 1998: The Silver Brumby (serie de televisión): Brolga (voz)
- 2003: Darkness Falls: Capitán Thomas Henry
- 2003: Pirate Island (serie de televisión): El Fantasma del Capitán Quade
- 2004: Through My Eyes: Roff
- 2010: Beneath Hill 60: General
- 2020: Miss Fisher and the Crypt of Tears de Tony Tilse: Crippins